# غلوفر (فيرمونت)
غلوفر (بالإنجليزية: Glover, Vermont)‏ هي بلدة تقع في مقاطعة أورليانز (فيرمونت) بولاية فيرمونت في الولايات المتحدة. تأسست عام 1783، تبلغ مساحتها 100 (كم²)، وترتفع عن سطح البحر 507 م، بلغ عدد سكانها 966 نسمة في عام 2000م حسب إحصاء مكتب تعداد الولايات المتحدة وتصل الكثافة السكانية فيها 9.8 نسمة/كم2.

## وصلات خارجية
- The US50 - Cities and Towns in Vermont State
- Vermont Cities and Towns, Facts, Map, Flag, Colleges, Government, and More